# Keystone Library Network
A Keystone Library Network, fundada em 1998, é um consórcio de 19 bibliotecas, incluindo as 14 bibliotecas universitárias do Sistema de Ensino Superior do Estado da Pensilvânia. O KLN fornece nas bibliotecas resumos e acesso ao texto completo de 6.739 periódicos e 10.000 relatórios de negócios, incluindo os relatórios dos países, relatórios da indústria e relatórios de pesquisa de mercado.